# PearlAfricaSat-1
PearlAfricaSat-1 è stato il primo satellite dell'Uganda. 
Il satellite, del tipo CubeSat, è stato progettato e realizzato da tre giovani ingegneri ugandesi in collaborazione con il Kyushu Institute of Technology, nell'ambito del progetto Birds 5 in seguito ad un accordo con il Giappone promosso dal Ministero della scienza e tecnologia dell'Uganda. Il lancio è stato effettuato il 7 novembre 2022 dal Mid-Atlantic Regional Spaceport con un razzo vettore Antares, che con la navicella Cygnus NG-18 lo ha trasportato sulla Stazione Spaziale Internazionale, da cui è stato collocato in orbita il 2 dicembre.
Il satellite, dedicato all'osservazione terrestre, aveva il compito di effettuare la mappatura del territorio, delle acque e delle risorse minerarie, monitorare l'agricoltura, fornire supporto alle previsioni meteorologiche, alla prevenzione dei disastri naturali e alla sicurezza delle frontiere. PearlAfricaSat-1 aveva a bordo una telecamera multispettrale e un sistema di comunicazione con i radioamatori.
Il satellite è rientrato nell’atmosfera il 16 maggio 2023.